# اشلند (میزوری)
اشلند (به انگلیسی: Ashland) یک شهر در ایالات متحده آمریکا است که در شهرستان بونی، میزوری واقع شده‌است. اشلند ۱۲٫۴۳ کیلومتر مربع مساحت و ۳٬۷۰۷ نفر جمعیت دارد و ۲۷۵ متر بالاتر از سطح دریا واقع شده‌است.